# Рытвины Андалус

Рытвины Андалус (множественные трещины в центре) на изображении космического аппарата Кассини-Гюйгенс

Рытвины Андалус (англ. Andalús Sulci) — система рытвин (рельеф из чередующихся борозд и кряжей) на поверхности луны Сатурна — Энцелада.

## География
Примерные координаты — 29°06′ с. ш. 79°06′ з. д. / 29,1° с. ш. 79,1° з. д.. Максимальный размер структур составляет 162 км. На юго-западе от них находится рытвина Булак, а на юго-востоке один именной 10-километровый кратер Бахман.

## Эпоним
Названы в честь Аль-Андалуса — города, фигурирующего в сборнике арабских сказок Тысяча и одна ночь. Официальное название было утверждено Международным астрономическим союзом в 2010 году.